# 1255 Schilowa
1255 Schilowa (1932 NC) là một tiểu hành tinh vành đai chính được phát hiện ngày 8 tháng 7 năm 1932 bởi G. Neujmin ở Simeis.